# 중서부주
중서부주(中西部州, 프랑스어: Centre-Ouest 상트르우에스트[*])는 부르키나파소 중부에 위치한 주로 주도는 쿠두구이며 면적은 21,722km2, 인구는 1,659,339명(2019년 기준)이다. 남서쪽으로는 남서부주, 서쪽으로는 부클뒤무운주, 북쪽으로는 북부주, 북동쪽으로는 플라토상트랄주, 동쪽으로는 중부주, 중남부주와 접하며 남쪽으로는 가나와 국경을 접한다. 4개 현(불키엠데현, 상기에현, 시실리현, 지로현)을 관할한다.